# Ybbsitz
Ybbsitz ist eine Marktgemeinde mit 3350 Einwohnern (Stand 1. Jänner 2024) im Bezirk Amstetten im österreichischen Bundesland Niederösterreich.
Die Gemeinde an der Niederösterreichischen Eisenstraße hat eine große montan-historische Tradition.

## Geografie
Ybbsitz liegt in der Eisenwurzen im niederösterreichischen Mostviertel, im Tal der Kleinen Ybbs, einem Nebenfluss der Ybbs. Die Kleine Ybbs, die in ihrem Oberlauf bis Ybbsitz den Namen Schwarze Ois trägt, nimmt im Ort den von Süden kommenden Prollingbach auf.
Die Fläche der Marktgemeinde umfasst 104,16 Quadratkilometer. 58,09 Prozent der Fläche sind bewaldet. Hausberg von Ybbsitz ist der direkt südöstlich gelegene Prochenberg.
Nahe Kleinprolling befindet sich der Wallfahrtsort Maria Seesal.

### Gemeindegliederung
Das Gemeindegebiet umfasst folgende 11 Ortschaften (in Klammern Einwohnerzahl Stand 1. Jänner 2024):
- Großprolling (161)
- Haselgraben (255)
- Hubberg (114)
- Kleinprolling (79)
- Knieberg (229)
- Maisberg (308)
- Prochenberg (121)
- Schwarzenberg (257)
- Schwarzois (110)
- Ybbsitz (1621)
- Zogelsgraben (95)

Die Gemeinde besteht aus den Katastralgemeinden Haselgraben, Maisberg, Prochenberg, Prolling, Schwarzenberg, Schwarzois, Waldamt und Ybbsitz.

### Nachbargemeinden
| Waidhofen an der Ybbs (Statutarstd.) | Randegg (Bez. Scheibbs)                     | Gresten-Land (Bez. Scheibbs) |
|                                      | Kompassrose, die auf Nachbargemeinden zeigt |                              |
| Opponitz                             | St. Georgen am Reith                        | Lunz am See (Bez. Scheibbs)  |

## Geschichte
Im Altertum war das Gebiet Teil der Provinz Noricum. Der Name Ybbsitz wird im Jahr 1107 erstmals urkundlich erwähnt und ist slawischen Ursprungs, was, wie andere Ortsbezeichnungen in der Region, auf eine frühe slawische Besiedlung schließen lässt. Im 12. Jahrhundert wurde vom Stift Seitenstetten eine Pfarre gegründet, um die sich ein Ort entwickelte, dem 1480 von Kaiser Friedrich III. das Marktrecht verliehen wurde.
Durch die Nähe zum steirischen Erzberg, den Waldreichtum und die natürliche Wasserkraft entwickelte sich Ybbsitz zu einem lokalen Zentrum der Eisenverarbeitung der Eisenwurzen, das im 16. Jahrhundert seine Hochblüte erlebte. Zahlreiche gut erhaltene montanhistorische Baudenkmäler bezeugen noch die einstige wirtschaftliche Bedeutung des Ortes und sind heute in touristische Konzepte eingebunden.
Am 1. April 1939 wurden die bis dahin selbständigen Ortsgemeinden Haselgraben, Maisberg, Prolling und Schwarzenberg nach Ybbsitz eingemeindet. Mit dem 1. Jänner 1971 folgte die bis dahin ebenfalls selbständige Gemeinde Waldamt.
Ybbsitz ist Mitglied im Ring der Europäischen Schmiedestädte, der sich zum Ziel gesetzt hat, die regionale Vielfalt des Schmiedehandwerks und der Metallgestaltung innerhalb der Einheit Europas auf allen Ebenen zu fördern.
Vermutlich Mitte des 20. Jahrhunderts ging am Prochenberg ein Meteorit nieder.
Mit 2010 wurde das Schmieden in Ybbsitz in das Verzeichnis des Immateriellen Kulturerbes in Österreich aufgenommen.

### Einwohnerentwicklung
Der Rückgang der Bevölkerungszahl seit 1991 erfolgt trotz positiver Geburtenbilanz durch eine starke Abwanderung.
| Ybbsitz: Einwohnerzahlen von 1869 bis 2024          | Ybbsitz: Einwohnerzahlen von 1869 bis 2024 | Ybbsitz: Einwohnerzahlen von 1869 bis 2024 | Ybbsitz: Einwohnerzahlen von 1869 bis 2024 | Ybbsitz: Einwohnerzahlen von 1869 bis 2024 |
| --------------------------------------------------- | ------------------------------------------ | ------------------------------------------ | ------------------------------------------ | ------------------------------------------ |
| Jahr                                                |                                            |                                            |                                            | Einwohner                                  |
| 1869                                                | 1869                                       |                                            | 3.164                                      | 3.164                                      |
| 1880                                                | 1880                                       |                                            | 3.215                                      | 3.215                                      |
| 1890                                                | 1890                                       |                                            | 3.262                                      | 3.262                                      |
| 1900                                                | 1900                                       |                                            | 3.306                                      | 3.306                                      |
| 1910                                                | 1910                                       |                                            | 3.452                                      | 3.452                                      |
| 1923                                                | 1923                                       |                                            | 3.516                                      | 3.516                                      |
| 1934                                                | 1934                                       |                                            | 3.731                                      | 3.731                                      |
| 1939                                                | 1939                                       |                                            | 3.575                                      | 3.575                                      |
| 1951                                                | 1951                                       |                                            | 3.464                                      | 3.464                                      |
| 1961                                                | 1961                                       |                                            | 3.558                                      | 3.558                                      |
| 1971                                                | 1971                                       |                                            | 3.811                                      | 3.811                                      |
| 1981                                                | 1981                                       |                                            | 3.858                                      | 3.858                                      |
| 1991                                                | 1991                                       |                                            | 3.915                                      | 3.915                                      |
| 2001                                                | 2001                                       |                                            | 3.790                                      | 3.790                                      |
| 2011                                                | 2011                                       |                                            | 3.622                                      | 3.622                                      |
| 2021                                                | 2021                                       |                                            | 3.364                                      | 3.364                                      |
| 2024                                                | 2024                                       |                                            | 3.350                                      | 3.350                                      |
| Quelle(n): Statistik Austria, Gebietsstand 1.1.2021 |                                            |                                            |                                            |                                            |

## Kultur und Sehenswürdigkeiten

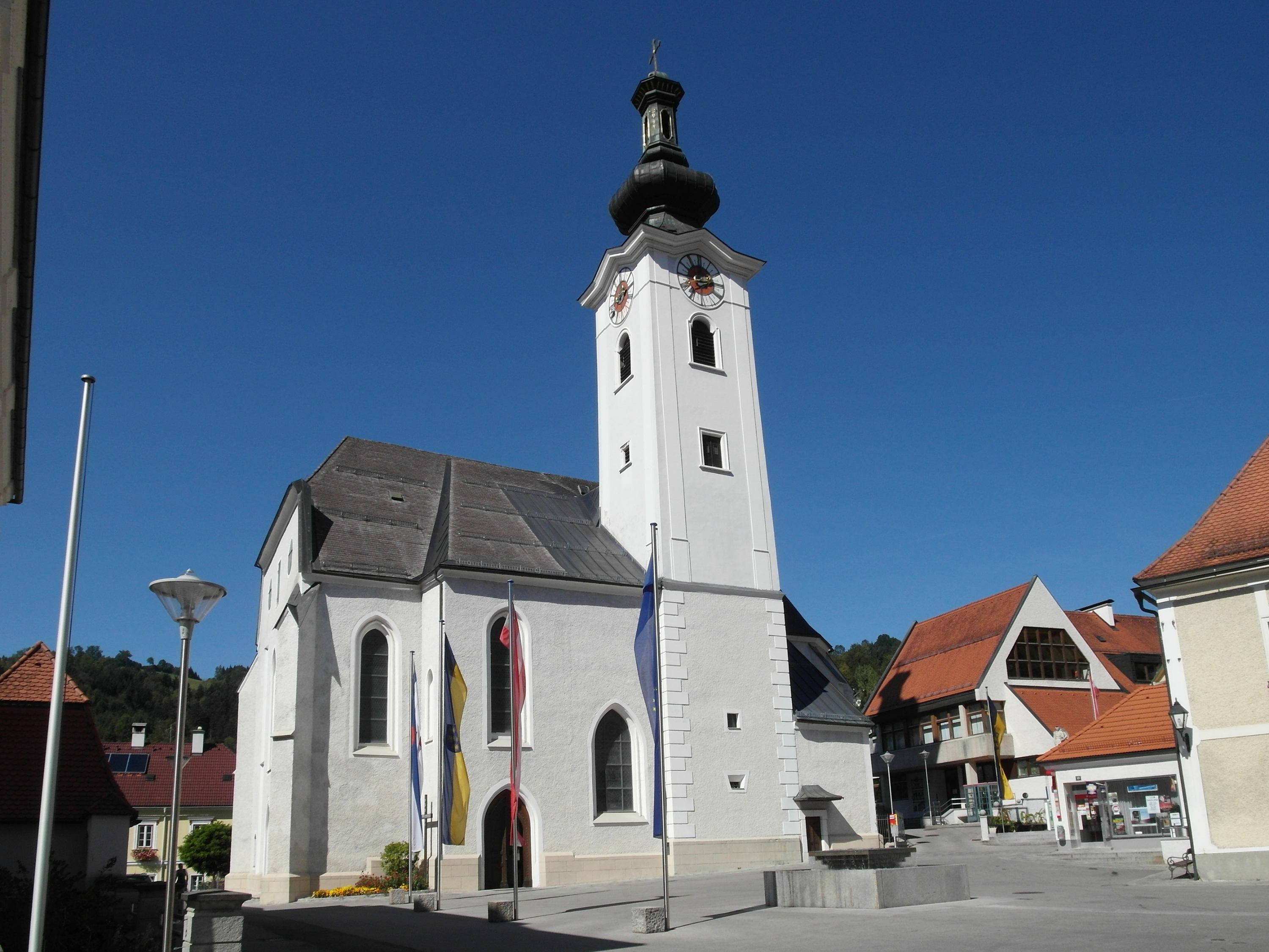
Pfarrkirche Ybbsitz

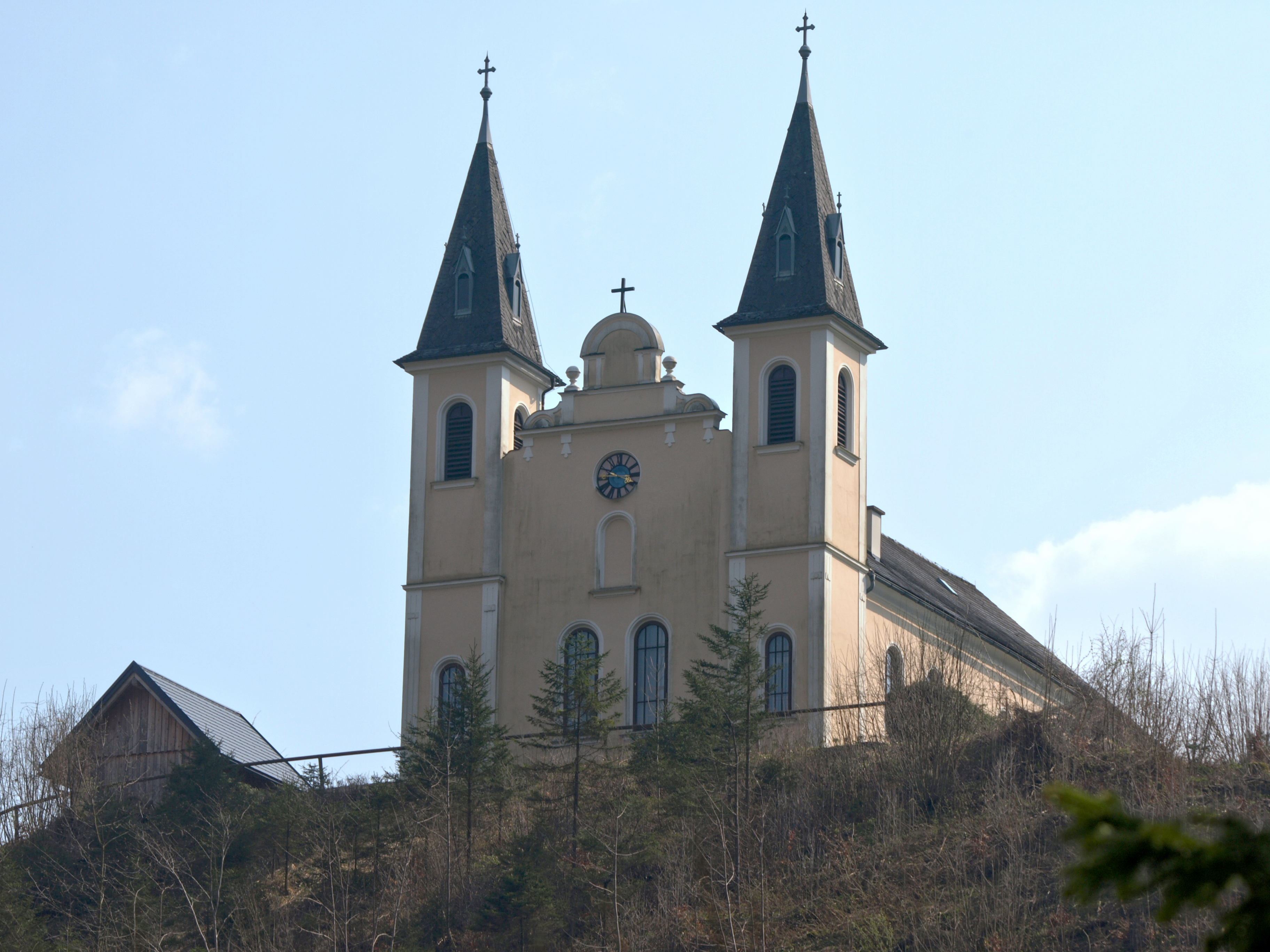
Wallfahrtskirche Maria Seesal

- Katholische Pfarrkirche Ybbsitz hl. Johannes der Täufer
- Wallfahrtskirche Maria Seesal
- Museum Haus FeRRUM

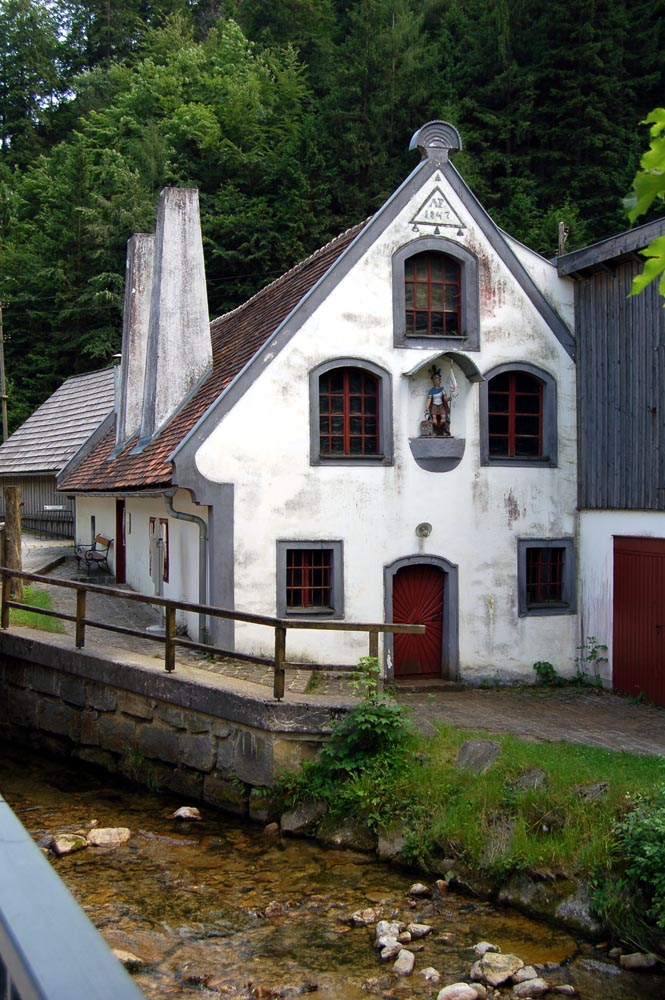
Der Fahrngruber Hammer am Prollingbach, eine der ältesten Hackenschmieden in Ybbsitz (16. Jahrhundert), bis 1984 in Betrieb, heute Schauschmiede
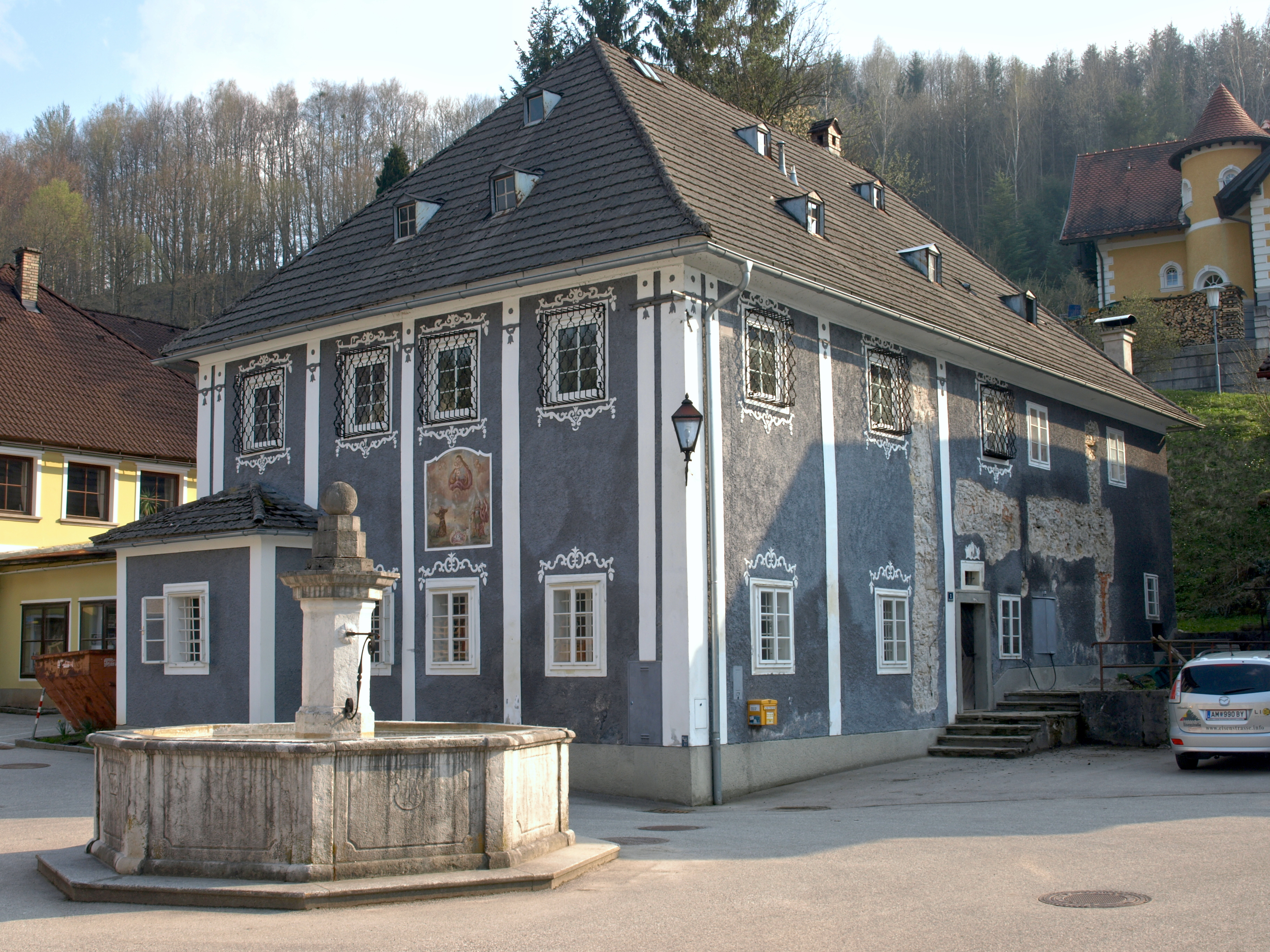
Das Schwarze Haus, ein ehem. Hammerherrenhaus in Ybbsitz mit Marktbrunnen
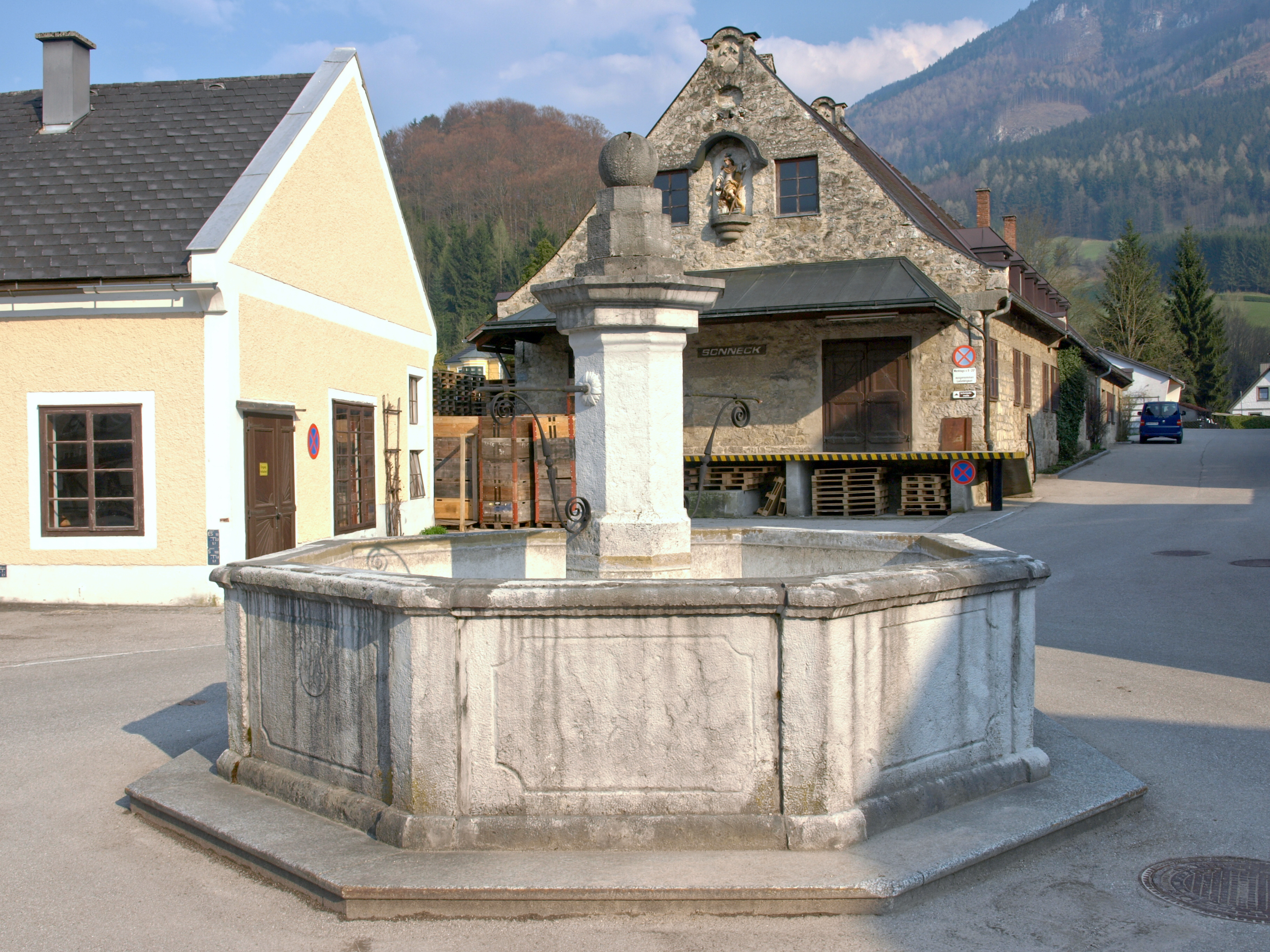
Das denkmalgeschützte Lagerhaus Sonneck II und Marktbrunnen

## Wirtschaft und Infrastruktur
Nichtlandwirtschaftliche Arbeitsstätten gab es im Jahr 2001 119, nach der Erhebung 1999 gab es 243 land- und forstwirtschaftliche Betriebe. Erwerbstätige am Wohnort waren nach der Volkszählung 2001 1.662 Personen. Die Erwerbsquote lag 2001 bei 45,09 Prozent. Im Jahresdurchschnitt 2003 gab es am Ort 33 Arbeitslose.

### Unternehmen
- Riess Kelomat: Hier hat eine der ältesten Firmen Österreichs ihren Sitz. Seit über 450 Jahren stellt die Fa. Riess Produkte aus Metall her. Seit 1980 ist Riess der einzige verbliebene Emailkochgeschirr-Produzent in Österreich. Außerdem wird der bekannte Druckkochtopf Kelomat hier produziert. Die Anzahl der Mitarbeiter schwankt zwischen 50 und 100 (laut Internetpräsenz).[8]

### Verkehr
- Straße: Ybbsitz liegt an der Grestner Straße (B 22), die von Gstadt über die Grestner Höhe (631 m ü. A.), von der anderen Seite auch Ybbsitzer Höhe genannt, nach Gresten und weiter ins Erlauftal führt.
- Bahn: Die Stadt war mit einer Stichstrecke nach Gstadt an die Ybbstalbahn angeschlossen; diese Stichstrecke wurde mittlerweile jedoch stillgelegt und abgebaut.

### Öffentliche Einrichtungen
In der Gemeinde gibt es zwei Kindergärten, eine Volksschule und eine Neue Mittelschule.

## Politik

### Gemeinderat
Der Gemeinderat hat 23 Mitglieder.
- Nach den Gemeinderatswahlen in Niederösterreich 1990 hatte der Gemeinderat folgende Verteilung: 17 ÖVP, 3 SPÖ, 2 GRÜNE und 1 FPÖ.
- Nach den Gemeinderatswahlen in Niederösterreich 1995 hatte der Gemeinderat folgende Verteilung: 16 ÖVP, 3 SPÖ, 2 GRÜNE und 2 FPÖ.[11]
- Nach den Gemeinderatswahlen in Niederösterreich 2000 hatte der Gemeinderat folgende Verteilung: 18 ÖVP, 3 SPÖ, 1 GRÜNE und 1 FPÖ.[12]
- Nach den Gemeinderatswahlen in Niederösterreich 2005 hatte der Gemeinderat folgende Verteilung: 17 ÖVP, 4 SPÖ, 1 GRÜNE und 1 FPÖ.[13]
- Nach den Gemeinderatswahlen in Niederösterreich 2010 hatte der Gemeinderat folgende Verteilung: 16 ÖVP, 4 SPÖ, 2 GRÜNE und 1 FPÖ.[14]
- Nach den Gemeinderatswahlen in Niederösterreich 2015 hatte der Gemeinderat folgende Verteilung: 16 ÖVP, 3 GRÜNE, 3 SPÖ und 1 FPÖ.[15]
- Nach den Gemeinderatswahlen in Niederösterreich 2020 hat der Gemeinderat folgende Verteilung: 16 ÖVP, 3 GRÜNE, 2 SPÖ und 2 FPÖ.[16]
- Nach den Gemeinderatswahlen in Niederösterreich 2025 hat der Gemeinderat folgende Verteilung: 15 ÖVP, 5 FPÖ, 2 GRÜNE und 1 SPÖ.[17]

### Bürgermeister
- 1998–2018 Josef Hofmarcher (ÖVP)[18]
- seit 2018 Gerhard Lueger (ÖVP)[19]

### Wappen
Das Marktwappen ähnelt dem des Stiftes Seitenstetten und besteht aus einem Schild, einem schiefen Kreuze auf drei Hügeln und links unter dem schiefen Querbalken einem Stern. Als Abschluss nach oben finden sich zwei nach oben gekreuzte Hämmer, dazwischen eine Kugel mit Pfeil.

### Gemeindepartnerschaften
- Pratovecchio Stia in der Toskana, Italien

## Persönlichkeiten

### Söhne und Töchter der Gemeinde

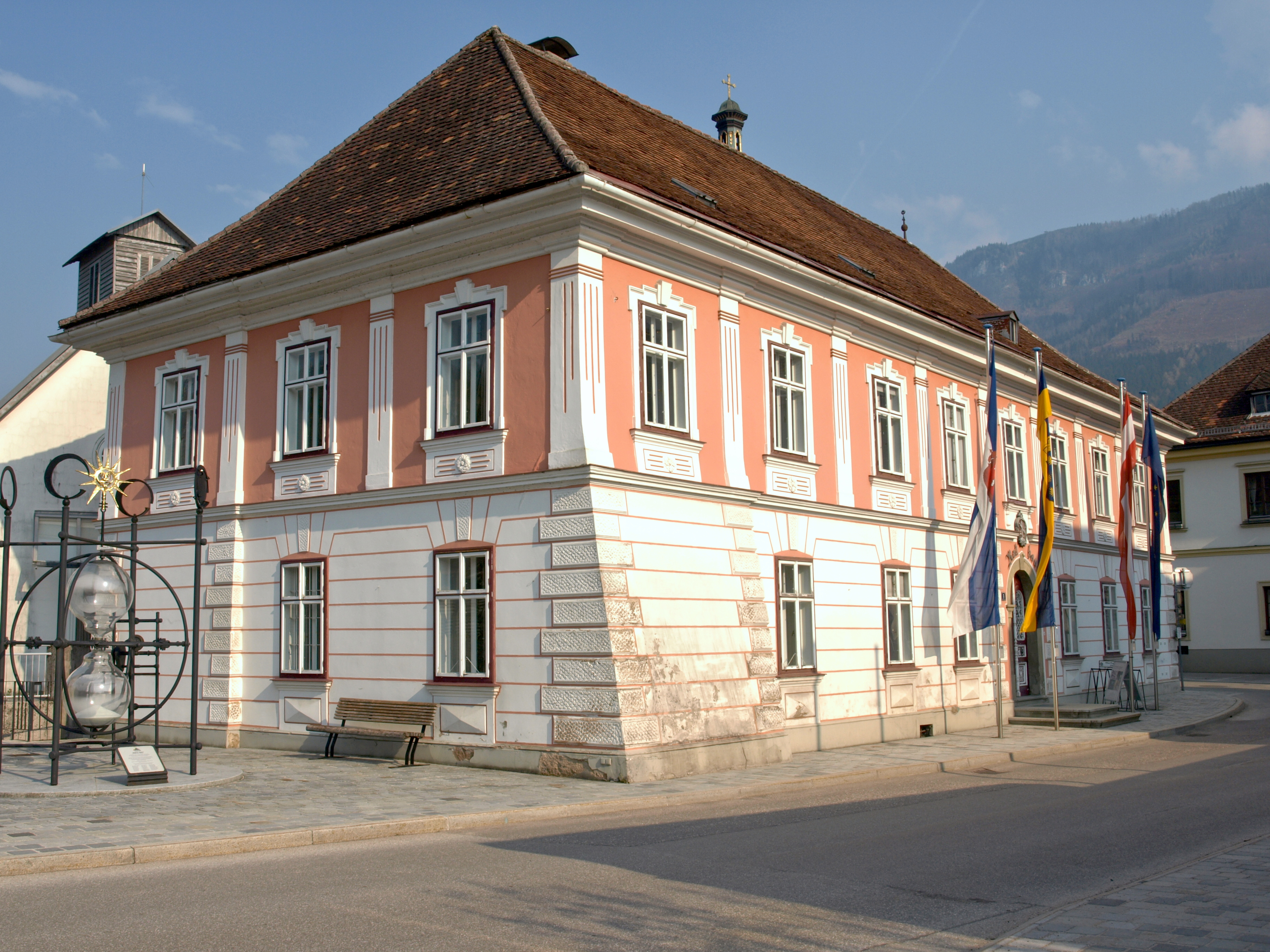
Rathaus in Ybbsitz mit geschmiedeter Plastik „Panta Rhei“ von Alfred Habermann

- Josef Tazreiter (1891–1955), Politiker (CSP, ÖVP)
- Paul Hönigl (1895–?), SS-Hauptsturmführer, war beteiligt am Juliputsch, 1938 war er beim Sonderdezernat IVd-8 (Arisierungen) tätig, Dezember 1947 Verurteilung wegen Hochverrats[21]
- Josef Hölzl (1925–2022), Warenkundler
- Wilhelm Ripl (1937–2022), Landschaftsökologe und Limnologe
- Rudolf Welser (1939–2024), Universitätsprofessor, international anerkannter Zivilrechtler
- Berthold Heigl (* 1946), Abt im Stift Seitenstetten von 1984 bis 2013
- weiter Äbte, die aus Ybbsitz kamen[22]
- Josef Pechhacker, Film- und Theaterschauspieler

### Personen mit Bezug zur Gemeinde
- Alfred Habermann (1930–2008), bedeutender Kunstschmied, Bildhauer, Metallplastiker, Zeichner, Restaurator und Designer, international bekannt auch als „Schmiedepapst“
- Andreas Hanger (* 1968), Politiker (ÖVP) und Geschäftsführer
- Richard Lietz (* 1983), Rennfahrer